# رودي باترسون
رودي باترسون (بالإنجليزية: Roddy Patterson)‏ (13 يونيو 1993 في المملكة المتحدة - ) هو لاعب كرة قدم بريطاني في مركز الهجوم. لعب مع نادي آير يونايتد وLugar Boswell Thistle F.C. ‏ وTroon F.C. ‏.

## وصلات خارجية
- رودي باترسون على موقع قاعدة بيانات كرة القدم.إي يو (الإنجليزية)
- رودي باترسون على موقع Soccerway.com (الإنجليزية)